# Titina Silá
Ernestina "Titina" Silá (Cadique, região Tombali, Guiné-Bissau, 1943 — rio Cacheu, 30 de janeiro de 1973) foi uma guineense, combatente pela independência da Guiné-Bissau do domínio português. É lembrada, com Amílcar Cabral e Domingos Ramos, como as mais famosas figuras da luta pela independência da Guiné-Bissau.  Em sua homenagem, e às outras mulheres que combateram pela independência do país, foi instituído no aniversário da sua morte, 30 de janeiro, o "Dia Nacional da Mulher Guineense".

## Biografia
Em 1963, Titina Silá encontrava-se na Guiné-Conacri e na frente sul, juntamente com Teodora Inácia Gomes, deputada do Partido Africano da Independência da Guiné e Cabo Verde, deslocando-se em agosto desse ano à União Soviética para fazer um estágio político. Voltou pouco depois à Guiné-Bissau, onde deu formação à guerrilha, regressando à União Soviética em 1964 para estudar socorrismo.

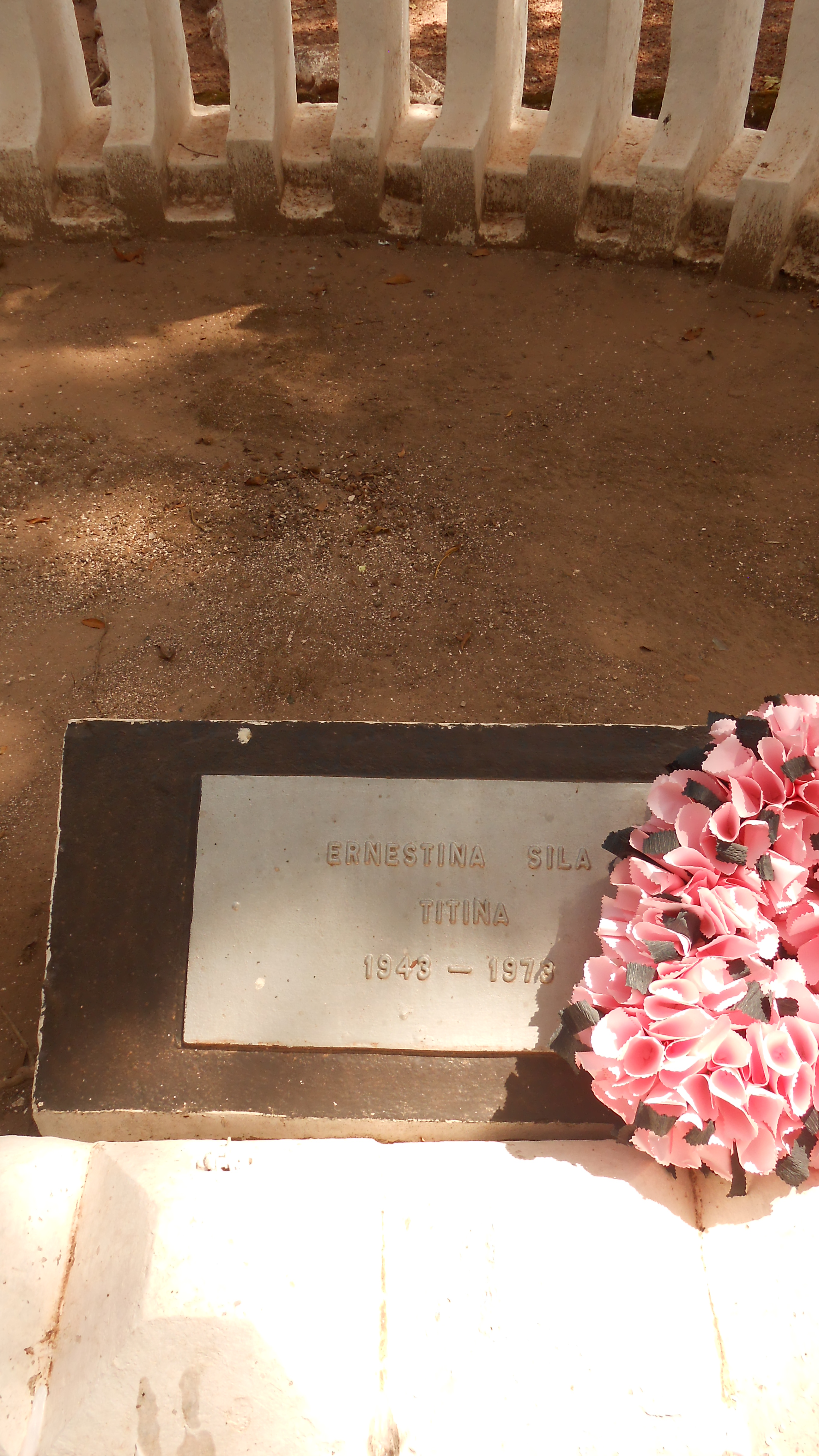
Sepultura de Titina Silá no Memorial aos Heróis da Pátria

Foi morta a 30 de janeiro de 1973, vítima de uma emboscada, levada a cabo por militares portugueses que a afogaram no rio Farim, no norte da Guiné-Bissau, quando se dirigia à Guiné-Conacri para assistir ao funeral de Amílcar Cabral, morto uma semana antes.
Está sepultada no Memorial aos Heróis da Pátria, na Fortaleza de São José da Amura, em Bissau.

## Legado
Nos primeiros anos da independência da Guiné-Bissau, na segunda metade da década de 1970, foi dado o seu nome a uma fábrica de compota, fornecendo sumos feitos com frutas de produção nacional, inaugurada na ilha de Bolama por iniciativa do presidente Luís Cabral. Após o Golpe de Estado de 14 de Novembro de 1980, a fábrica "Titina Silá" foi encerrada pelo novo regime, alegando que não gerava rendimento suficiente que a permitisse se autossustentar. Em 2017 a fábrica havia ruído, estando os seus equipamentos inutilizados, e o local transformado em esconderijo de animais.
Em sua memória, no dia 30 de janeiro de 2003, quando se passavam exatamente trinta anos sobre a sua morte, foi instituído o dia 30 de janeiro como o "Dia Nacional da Mulher Guineense", um feriado não oficial na Guiné-Bissau, sendo dedicado às mulheres do país. Nesta data, mesmo não sendo um dia oficial de descanso, qualquer mulher que não vá trabalhar não pode ser punida.